# Hartennes-et-Taux
Hartennes-et-Taux è un comune francese di 349 abitanti situato nel dipartimento dell'Aisne della regione dell'Alta Francia.

## Società

### Evoluzione demografica
Abitanti censiti